# سيف سعودي
السَّيْفُ السعودي هو نوع من السيوف العربية التي تصنع في مناطق المملكة العربية السعودية.

شعار السعودية سيفين سعوديان متقاطعين

## التصميم

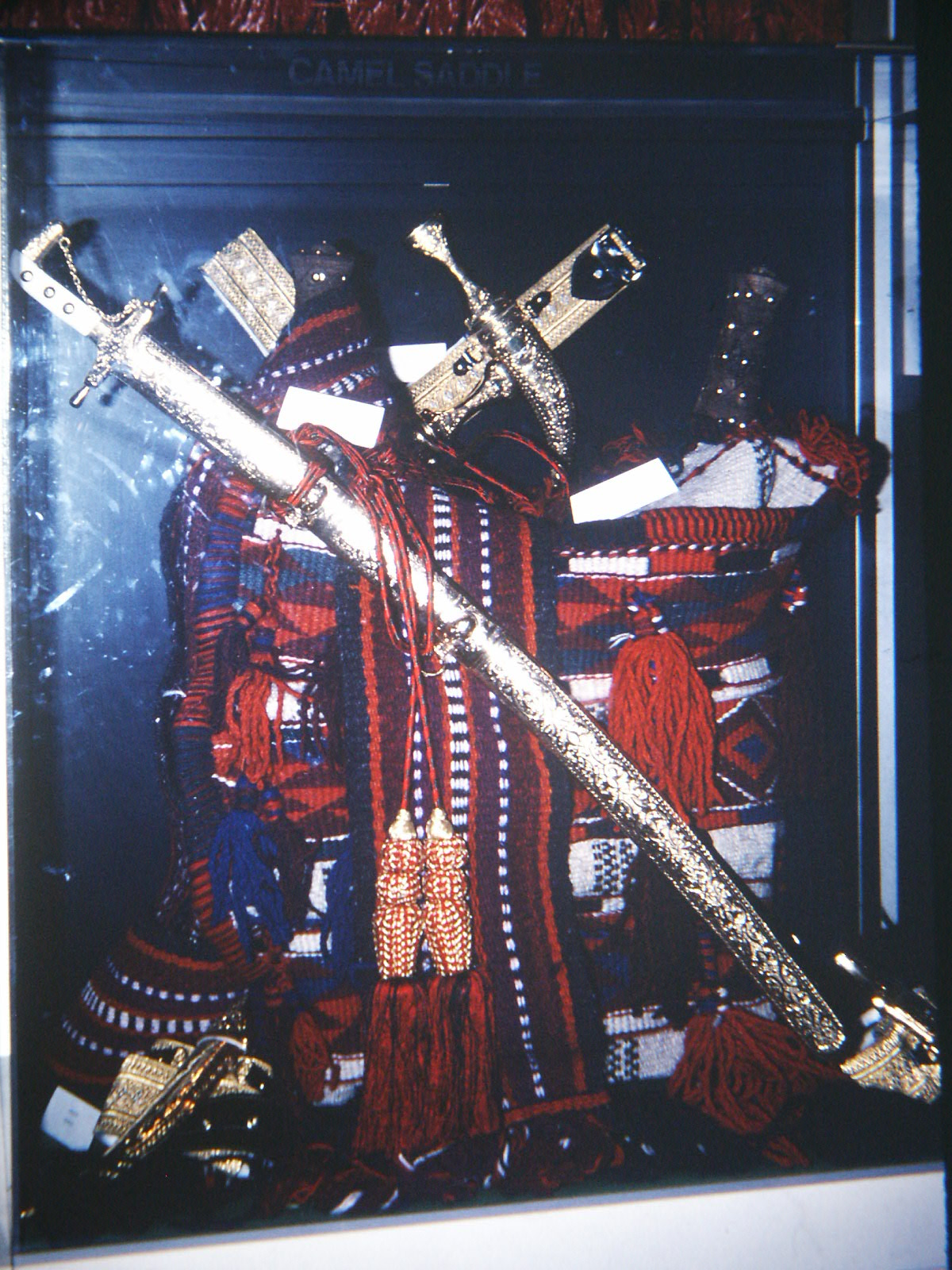
سيف وخنجر سعوديان في جناح المملكة العربية السعودية في المعرض العالمي نوكسفيل، تينيسي، عام 1982.

يمتاز السيف السعودي بتنوع الشكل، فبعضها يكون منحني بشكل بسيط، والبعض يكون شديد الانحناء مثل انحناء سيف الشمشير، والبعض مستقيم مثل سيف القردة.
وذكر المؤرخ السعودي عبد الرحمن بن سليمان الرويشد من سيوف آل سعود من نوع القردة: مرجانة، وياقوت سيف الملك عبد العزيز آل سعود.

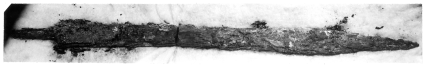
سيف سعودي مستقيم قديم تم العثور عليه في المنطقة الجنوبية عام 1952

واشتهر السيف السعودي بسعره العالي وخفته وزخرفته. وكانت نجد، وحائل، من أشهر الأماكن التي يُصنع فيها. وكان من أشهر صناع السيوف قديما في حائل هو ابن باني. وكانت الأحساء في المنطقة الشرقية من أشهر الأماكن التي يصنع بها السيف ويسمى السيف الحساوي. وكان يصنع بها سيف القردة وسيف النمشة وتصنع فيها الغدارة وتستخدم كالسيف. وتختلف أسعار السيوف حسب الجودة والنوعية وتاريخ صناعته، فقد يصل سعر السيوف النادرة إلى مليون ريال. ويصنع السيف خصيصاً حسب طلب المشتري لينقش عليه اسمه ويضيف قطعة من الأحجار الكريمة أو الذهب حتى لا تتكرر منه نسخة ثانية. وتستغرق صناعة السيف الخاص من شهرين إلى ثلاثة أشهر لأن كل جزء منه يُصنع منفردا. وبعض السيوف القديمة صُنعت من النيازك التي سقطت في شبه الجزيرة العربية. واشتهر من السيوف السعودية؛ السيف الأجرب سيف الإمام تركي بن عبدالله آل سعود.

### أسماء أجزاء السيف
- النصاب: مقبض السيف.[2]
- الصابر: مؤخرة سلة السيف.[2]
- الشفرة أو الغرار: وسط سلة السيف.[2]
- السلة أو النصل (حديد فولاذي).[2]
- المضرب: مقدمة السلة.[2]
- الذيبة: رأس السلة.[2]
- جِفِيْر: يُقصد به جفير السيف المعروف، وهو الغلاف الذي يغمد فيه، مصنوع من شريحتي خشب مكسوتين إما بصفيح أو صفيح من فضة، أو بلباس من أدم، وفيه حلقتان تربط فيهما حمائله. وقد يكون محلّى بشيء من الذهب، والزخارف المحفورة. والجفير ذو أصل فصيح مأخوذ من جفير الكنانة التي تحمل بها السهام. في اللسان: الجفير الجعبة والكنانة. وعن الليث: «الجفير شبه الكنانة، إلا أنه واسع أوسع منها يجعل فيه نشاب كثير». أما صناعته فإنه يصنع حيث يصنع سيفه، فمنه ما هو مستورد، ومنه ما هو من صنع محلي.[15] وجمعها جِفْرات.[15]

## التاريخ

### التاريخ القديم
تميزت السيوف العربية في شبه الجزيرة العربية قديما، بأنها مستقيمة، وقصيرة ومشابهة لسيوف الروم. وكان العرب يلبسونها على أكتافهم وظهورهم وليس على الخصر كما يفعل الساسانيون في إيران.

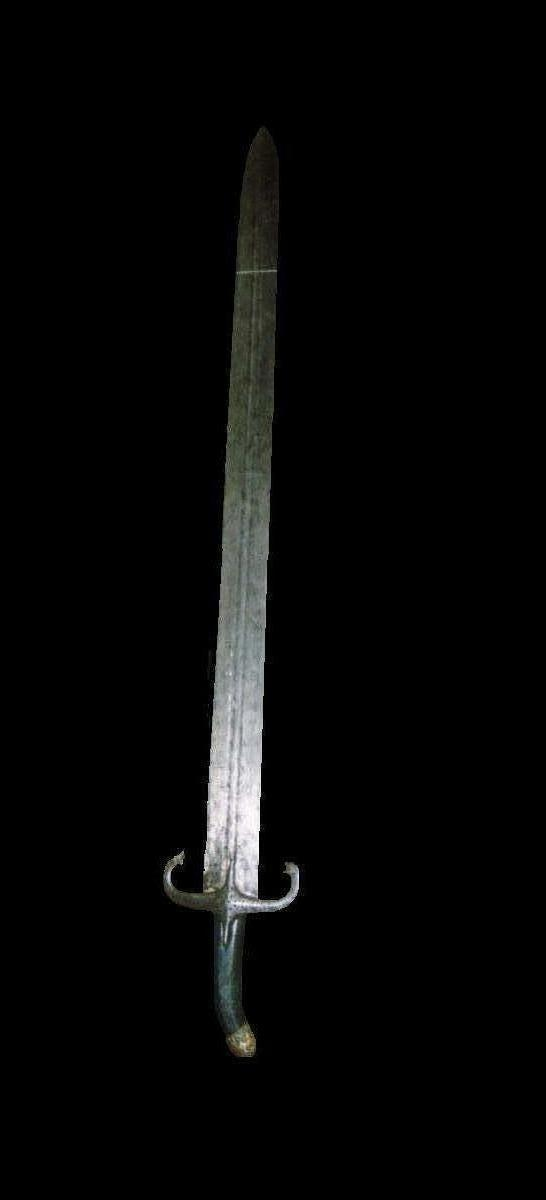
سيف عربي يُنسب للخليفة عمر بن الخطاب

وأشارت أيضا بعض الحفريات المكتشفة، أن وحدات جيش مملكة الأنباط العربية، كانت مكونة من الحصان والجمال. وكانت أحد الأسلحة الرئيسية هي السيف القصير، المشابه لوصف السيف العربي الأصلي. وأيضا أظهرت بعثات الاستكشاف في عين الضلع الذي يقع في الجهة الغربية من واحة الخرج على سيف يقدر عمره بحوالي 5000 عام من البرونز ويبلغ طوله 56 سم. وكان من أشهر صناع السيوف في الجاهلية هو الصحابي خباب بن الأرت، الذي امتهن صناعة السيوف.

### الدولة السعودية الأولى

#### الجوانب العسكرية

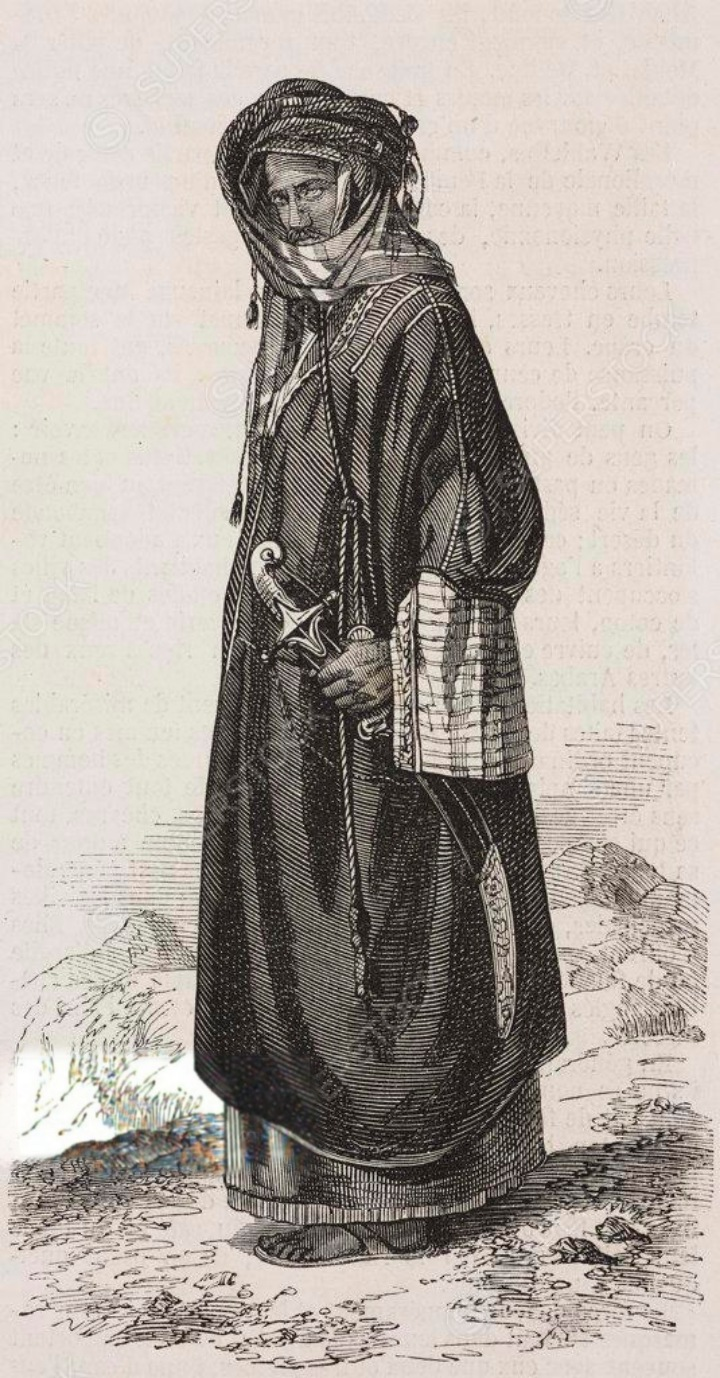
زعيم وهابي يحمل سيفا

أولى قادة الدولة السعودية الأولى الناحية الأمنية أهمية وبخاصة، وتكللت جهودهم التي بذلوها في هذا المجال بالنجاح. ولعل من أسباب ذلك النجاح إلقاء مسؤولية الجرائم على عاتق رؤساء القبائل حينما يعتدي أي فرد من قبيلتهم على غيره، ومنع حماية مرتكبي الجرائم. ولم يكن هناك جيش دائم للدولة السعودية، وإنما كانت قواتها المحاربة تتكون بطريقة إلزامية أو تطوعية حسب متطلبات الحال. فقد كان الحاكم، أو نائبه في الغزو، يطلب من أمراء المناطق ورؤساء القبائل، أو من بعض هؤلاء وأولئك، عدداً معيناً من المقاتلين لينضموا إلى الغزو الذي يراد القيام به. وعلى كل من يطلب منه ذلك أن يقوم بتنفيذه. وكان من أهم الأسلحة المستخدمة في هذه الأعمال، هو السيف. ومن الأساليب الناجحة التي اتبعها القادة السعوديون في أعمالهم العسكرية سرعة الحركة، وسريتها، وتضليل الخصوم، وبناء قلاع أو قصور قرب البلدان التي تطول مقاومة أهلها ؛ وذلك لمضايقتهم من الناحيتين العسكرية والاقتصادية حتى يضطروا إلى إعلان الولاء لهم.

#### السيوف الخاصة بآل سعود
ومن أشهر سيوف الدولة السعودية الأولى «البسّامي»، هو سيف الأمير سعود بن عبد العزيز آل سعود، وهو من سيوف الدرعية أخذه إبراهيم باشا ثم استرجعه منه أحد آل بسام، ثم استرده الإمام تركي وبقي في آل سعود.

### الدولة السعودية الثانية
لم تكن الأساليب العسكرية المستخدمة في الدولة السعودية الثانية؛ مختلفة عن الدولة السعودية الأولى. وأشتهر مؤسس الدولة السعودية الأولى "الإمام تركي بن عبد الله آل سعود" بسيفه الشخصي، المسمى السيف الأجرب. وسُمي بالأجرب لوجود بعض الصدأ عليه.

### إمارة آل رشيد
كانت حائل في زمن إمارة جبل شمر، من أشهر المناطق التي تصنع فيها السيوف،[بحاجة لمصدر] وكان أشهر صانعي السيوف بزمنها هو ابن باني. واعتمدت إمارة آل رشيد وضع السيف بالعلم.

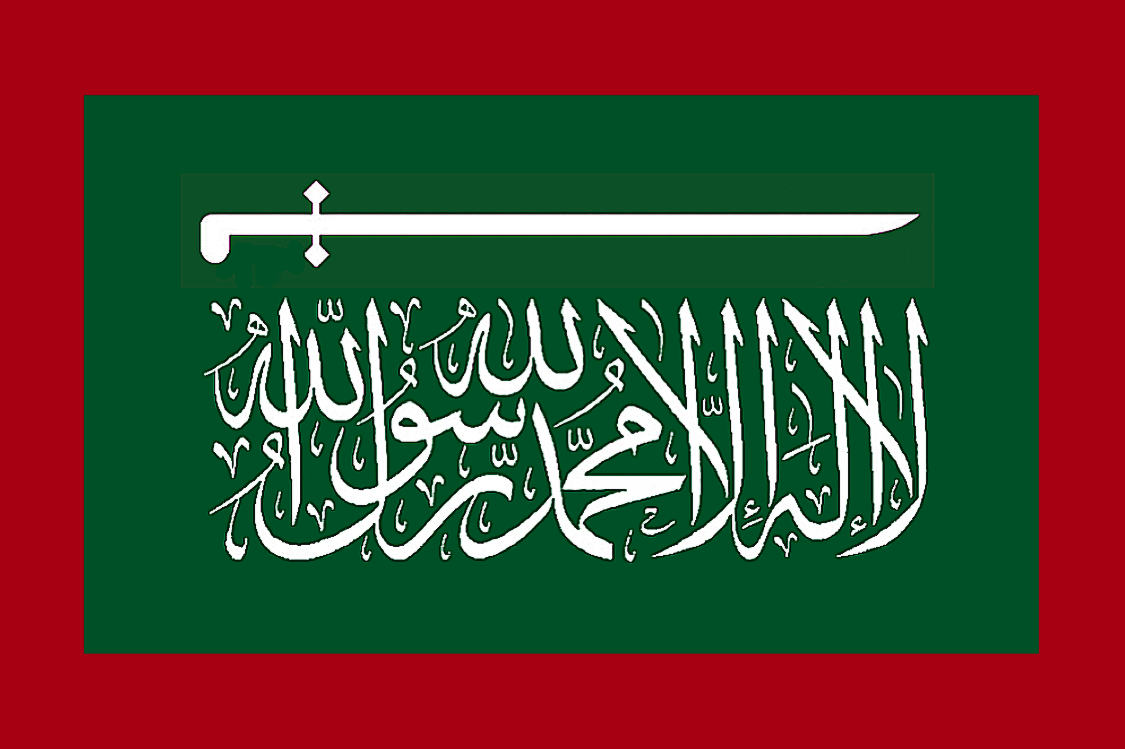
علم إمارة جبل شمر

### إخوان من أطاع الله
اعتمد إخوان من أطاع الله السعوديين كونهم رجال قبائل غير نظاميين، بشكل أساسي على الأسلحة التقليدية مثل السيف، وكانت عادة أساليب هجومهم على شكل غارات. وأيضا وضعوا سيفا تحت الشهادتين، في أعلامهم الشخصية.[بحاجة لمصدر]

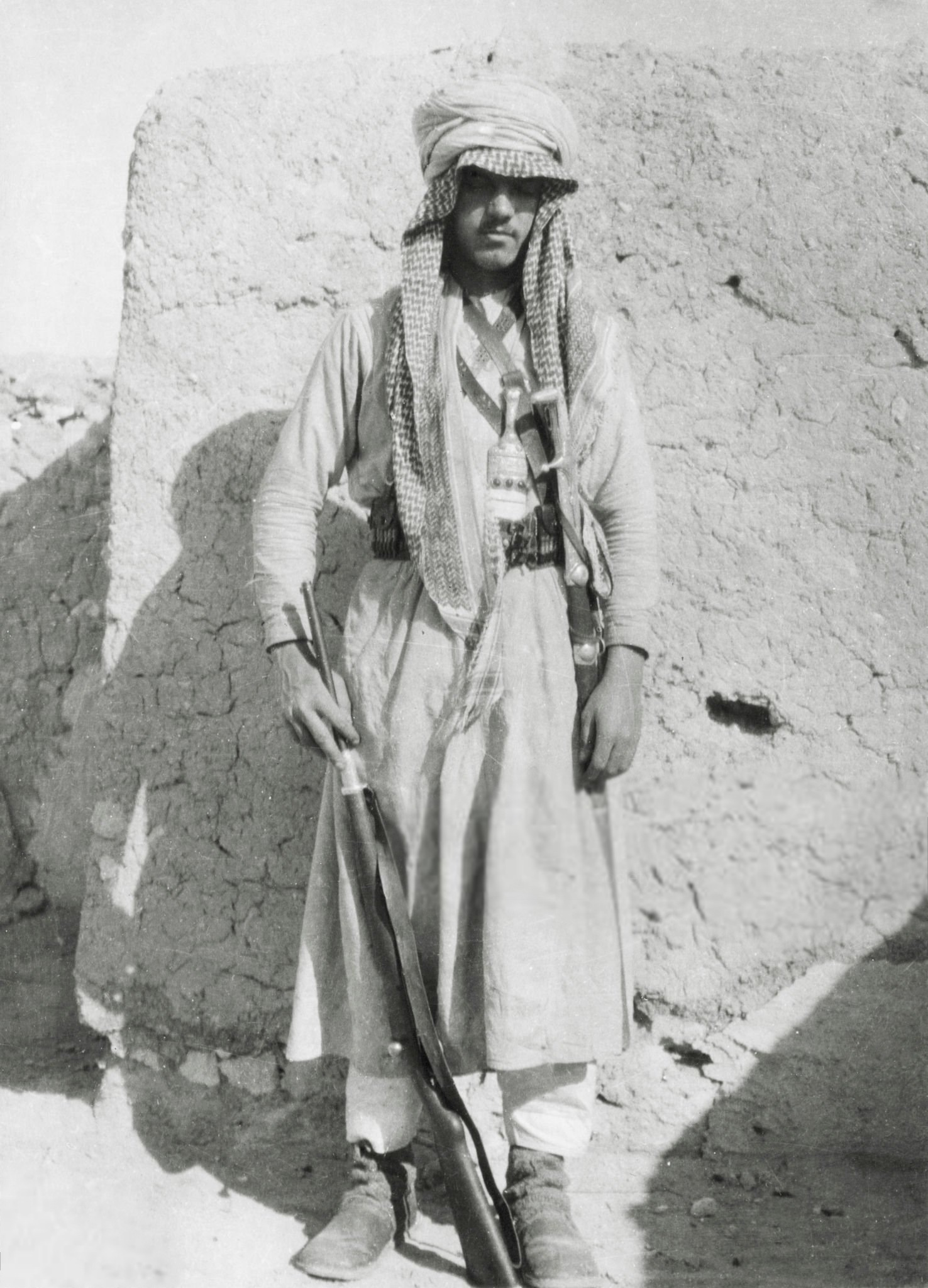
رجل من الإخوان يحمل سيفا وبندقية.

### الدولة السعودية الثالثة

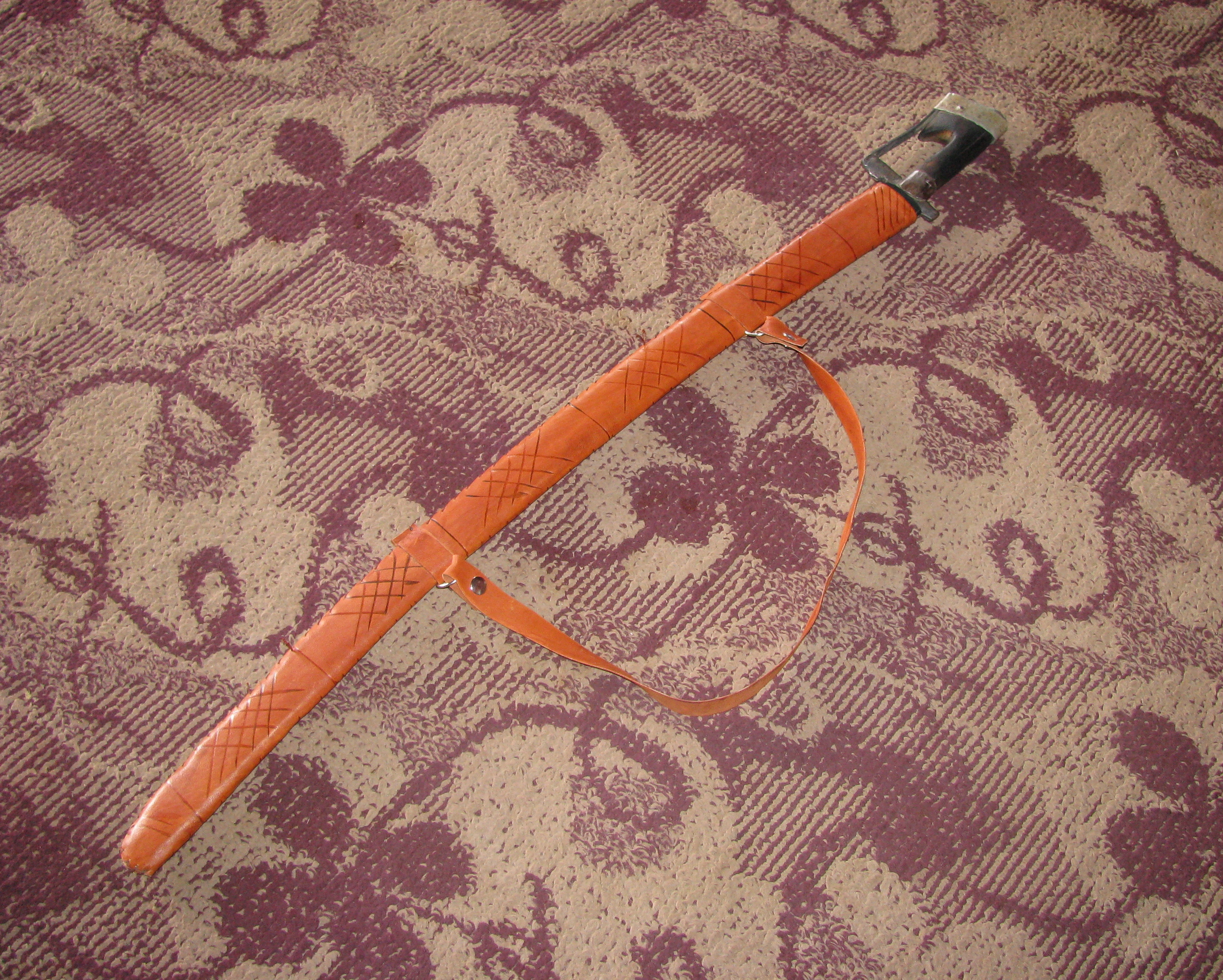
سيف سعودي لرجل من قبيلة قحطان، اُستُخدم في حروب الملك عبد العزيز لتوحيد السعودية.

#### السيوف الخاصة بآل سعود
ومن أشهر سيوف التي ذكرتها المصادر التاريخية لحكام الدولة السعودية الثالثة:
- «رقبان» ويسمّى «زويد»: وهو سيف الملك عبد العزيز بن عبد الرحمن آل سعود، أخذه من والده وهو من سيوف الدرعية وله وقائع مشهورة. وهو أحب السيوف إلى الملك عبد العزيز بحسب صحيفة «أم القرى» في عددها الصادر بتاريخ 1349/5/4هـ.[31] وقد أعطاه الملك لابنه الأمير محمد، وأهدى الأمير محمد بن عبد العزيز السيف «رقبان» إلى أخيه الملك فيصل بن عبد العزيز، وبعد وفاة الملك فيصل، حصل خادم الحرمين الشريفين الملك فهد بن عبد العزيز على هذا السيف وضمّه لمتحف الملك عبد العزيز.[32]
- «صويلح»: من سيوف الملك عبد العزيز أعطاه لابنه الأمير محمد بن عبد العزيز، وكان لصالح بن راشد بن سعدون من آل السعدون في العراق وقد أخذ منهم في معركة كانت لبعض آل سعود الأولين مع آل السعدون. وقد أعطى الأمير محمد بن عبد العزيز السيف «صويلح» للأمير سعود بن جلوي. وبعد وفاة الأمير سعود بن جلوي انتقلت ملكية هذا السيف إلى خادم الحرمين الشريفين الملك فهد بن عبد العزيز، ثم أهداه الملك فهد إلى متحف الملك عبد العزيز.[32]
- «ياقوت»: سيف من سيوف الملك عبد العزيز بن عبد الرحمن آل سعود.
- ثويني: سيف من سيوف الملك عبد العزيز الأربعة.[32]
- «رقبان»: واشتهر بهذا الاسم سيف آخر هو عند الملك سعود بن عبد العزيز آل سعود يذكرون أنه سيف الإمام فيصل، ويُقال إن عبد الله بن الإمام فيصل اشتراه من سعدون من أهل الأحساء، وهو من أشهر السيوف في نجد وقد انتقل هذا السيف من آل سعود إلى آل رشيد، ولما استرد الملك عبد العزيز حائل استرد السيوف التي أخذها آل رشيد وكان من بينها هذا السيف.
- «سيف الحجرة»: هو سيف من سيوف الأمير محمد بن عبد العزيز.
- «بنية الجربا»: هو سيف الملك خالد بن عبد العزيز.

وذكرت سيوف أخرى لآل سعود منها: «خطاف»، و«شويمان»، و«القضيبي»، و«سيف راعي المفيجر».

#### السيف السعودي في الشعارات الوطنية
في زمن الدولة السعودية الثالثة تم الاعتماد على شعار المملكة العربية السعودية المعروف عام 1950. ويتمثل برمز النخلة، والسيفين المتقاطعين اللذين يُمثلان العدالة. وأيضا تم الاعتماد بزمنها على شكل معين للعلم السعودي الذي يتمثل بالشهادتين، وتحتها سيف عربي سعودي.  في عام 1921، أضاف عبد العزيز عبد الرحمن آل سعود، زعيم آل سعود ومؤسس المملكة العربية السعودية فيما بعد، سيفًا إلى العلم.

## الأنواع

### السيف الحساوي
يعد السيف الحساوي شكلا من أشكال السيف العربي والذي يمتاز بالسلّة (النصل) المقوسة شديدة الإنحناء ويتكوّن السيف من عدد من الأجزاء لكلّ جزء مسمى. ويتم تصنيع المقبض إما من الخشب أو عظم  ساق البعير أو مواد أخرى.
وعادة السلة او النصل يصنع من الحديد الفولاذ، و كان انتاجه قديما يتمّ بواسطة الحدّادين المحليين وبعض الصّاغة، ويُعتنى بتصنيع هذا  الجزء على أن يمتاز بالصّلابة و القوّة بمعالجته باستخدام عمليات الطرق ثم الشّحذ ومن ثم السّقي وهو التّسخين  لدرجة الاحمرار، ثم التّبريد المفاجئ بقطع من القماش المبللّة بالماء عدّة مرات فيكتسب بذلك خاصيّة الصّلابة.
كما يتمّ إجراء اختبار لمعرفة جودة حديد السلّة وهل هي من الحديد الجوهر أم لا، بإحماء السلّة  بالنار إلى الاحمرار ثم وضعه في الزاغ، فإن كان جيد التّصنيع أو من الحديد الجوهر.
ومن الأشكال المميزة للسيف الحساوي السعودي:
- النّمشة وهي من أشكال السّيف إلا أنها تمتاز بأنّها سلّتها مستقيمة ورقيقة ومرنة و تهتزّ يمينا ويسارا بسهولة، وفي الغالب جرابها من الجلد وقد يطرّز بالزري،  ولا زالت مرغوبة بالاقتناء في عمان، ولا تزال تستخدم في العروض الشعبية حيث يهزّها اللاعب بها فترقص في يده.[12]
- القامة سيف صغير لكن سلّته عريضة.[12]
- الذّريع وهو ما بين الخنجر والسيف  في الطول،  لا يزال مرغوبا به في البوادي جنوب الطائف، عسير.[12]

### السيف النجدي
وهو السيف الذي يتم صنعه في نجد، ومن أشهر السيوف النجدية؛ هو السيف الأجرب.[بحاجة لمصدر]

## السيف السعودي في التراث

### العرضة النجدية
العرضة النجدية أو السعودية، هي رقصة شعبية تؤدَّى في المناسبات الوطنية والمهرجانات والأعياد في المملكة العربية السعودية، حيث بدأت كأحد أهازيج الحروب في الماضي. ويرتدي مؤدوها زياً خاصاً، يستخدم فيها الطبول والسيوف ويُرفع خلالها علم المملكة العربية السعودية.

### الحرس الوطني السعودي
يعتبر السيف السعودي جزءاً من زي الحرس الوطني السعودي، ويستخدم في الاستقبالات السياسية. وغالبا ما تكون السيوف مستقيمة.

### الخويا
الخويا في تاريخ السعودية هم الرفقاء والمصاحبين للملك عبد العزيز آل سعود ونائبه، وحرّاسه في السفر والإقامة، وقد اتخذوا منذ ذلك الحين مهامًا عديدة وغير محددة، وعرفوا في نجد بهذا المسمى نسبةً للمؤاخاة والرفقة الدائمة.
ويشارك الخويا في عهد الملك عبدالعزيز آل سعود في استقبال القادة القادمين إلى المملكة في الزيارات الرسمية، ويقفون في تشكيلة من الرجال في أرض المطار بملابس بيضاء، ومتقلدين أحزمة جلدية سوداء، تحمل أسلحة بيضاء وخفيفة من نوع الفرد، ويحملون في أيديهم سيوفاً ذات ألوان زاهية، وهي تعدّ من ضمن بروتوكولات استقبال القادة.

## السيف السعودي في التجارة
يمتاز السيف السعودي بسعره العالي وبالخفة والزخرفة. ويختلف سعر الوحدة على حسب جودة ونوعية وتاريخ صناعته، فقد يصل سعر بعض السيوف النادرة إلى مليون ريال. ويصنع السيف خصيصاً حسب طلب المشتري لينقش عليه اسمه ويضيف قطعة من الأحجار الكريمة أو الذهب حتى لا يكون مشابه لأي سيف آخر. وتستغرق صناعة السيف الخاص من شهرين إلى ثلاثة أشهر لأن كل جزء منه يُصنع منفردا.

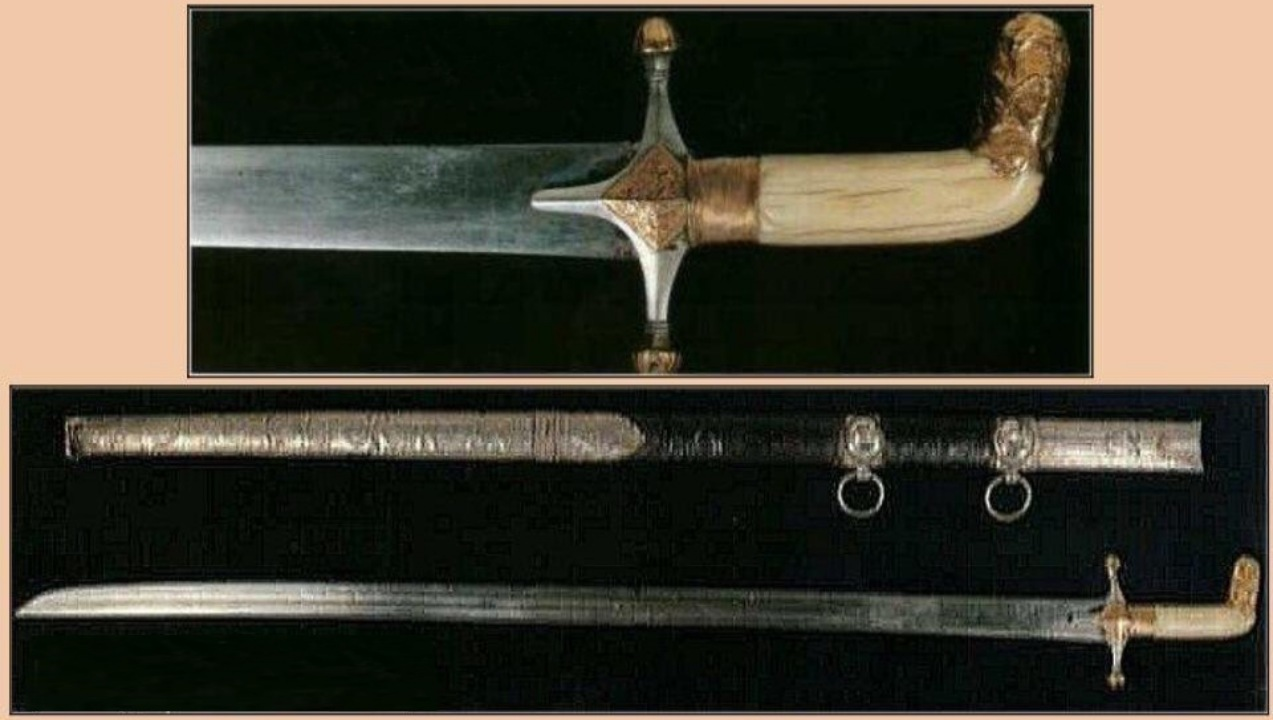
سيف فيصل بن سلطان الدويش الذي بيع في المزاد.

يعتبر سيف فيصل الدويش من أهم السيوف العربية السعودية التي تم بيعها في المزادات. حيث سلم سيفه لمبعوث الحكومة البريطانية في معسكر قائد السلاح الجوي الملكي البريطاني وقائد القوات المرابطة في العراق السيد ألن نائب مرشال سلاح الجو الملكي البريطاني والذي كان يدير العمليات ضد الإخوان. بيع في مزاد علني بلندن قبل عدة سنوات واشتراه أحد الشيوخ من أسرة آل ثاني حكام دولة قطر.

## أشهر السيوف السعودية
- السيف الأجرب سيف الإمام تركي بن عبد الله آل سعود
- شامان سيف مسلط بن ربيعان.[43]
- عمهوج سيف شالح الضيط.[44]
- سيف ابن باني[45] وهو سيف صانع السيوف ابن باني.

## شعارات واعلام تحمل السيف السعودي

علم السعودية من عام 1938 إلى 1973، مع سيف سعودي أحدب
علم مملكة الحجاز ونجد وملحقاتها مع سيف سعودي أحدب
علم سلطنة نجد مع سيف سعودي أحدب
علم إمارة نجد والأحساء مع سيفين سعوديان متقاطعين
العلم الملكي السعودي من عام 1938 إلى 1953 مع سيفين سعوديان متقاطعين
علم إخوان من أطاع الله مع سيف سعودي أحدب
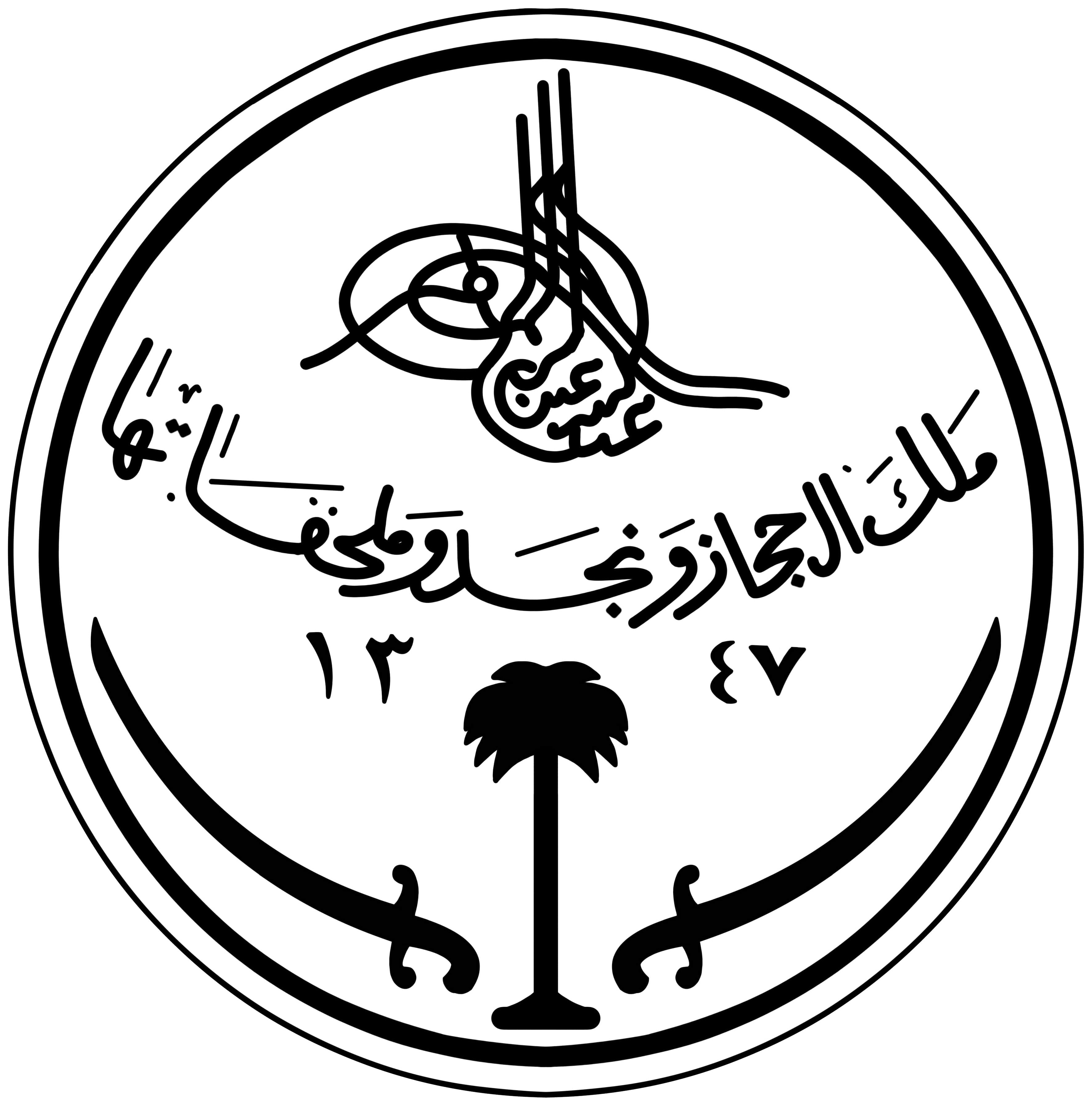
شعار السعودية من عام 1932 إلى عام 1950 مع سيفين منحنيين
راية التكليف للبحرية الملكية السعودية مع سيف سعودي مستقيم
شعار القوات الجوية الملكية السعودية من عام 1932 إلى 1960